# 春日井市立中部中学校
春日井市立中部中学校（かすがいしりつちゅうぶちゅうがっこう）は、愛知県春日井市王子町にある公立中学校。旧東春日井郡勝川町と旧鳥居松村に跨っており基本的に勝川小学校・小野小学校・上条小学校の3校の卒業生が春日井市立中部中学校に入学する。
昭和22年（1947）に、旧鳥居松補給廠の一隅に、井村昇校長のもと東部中学校の校名で開校。昭和23年（1948）に本校の中部中学校が引継ぎ、現在の東部中学校を新たにつくり分離した。そのため、中部中学校の開校年は昭和22年、東部中学校の開校年は昭和23年となっている。

## 校訓
健康明朗 知性錬磨 協力奉仕

## 概要
春日井市立中部中学校の隣には王子製紙がありその地の特徴を生かした授業を行っている。
3校の生徒が中部中に入学するという事もあり、1学年およそ340人前後の生徒数を誇っており、全校生徒およそ1000人のマンモス校である。（尚、家からの距離が直線2km以上の生徒も多数おり、その様な生徒には自転車通学が許可されている。）
毎年2年生が職業体験を行うなど、将来に結び付く学習活動も行っている。
また、吹奏楽部が東海大会の金賞を受賞しているなど、部活動の実績もある。
グラウンドが広大なのが特徴で、1000人の生徒が運動を行う場として適切な環境を備えている。

## 部活
【文化】
- 吹奏楽
- 家庭科
- 美術
- 演劇
- ギター
- 囲碁将棋
- パソコン

【運動】
- 野球
- サッカー
- 剣道
- 卓球
- バスケットボール
- バレーボール
- ソフトテニス
- ハンドボール
- 水泳
- 陸上
- バドミントン

備考
ハンドボール部は男女ともに全国大会に出場したことがある。男子は過去6回出場し準優勝を2度したことがあり、春日井選抜チームで一度優勝している。女子は3度出場している有名校で、年代性別を問わず多くのハンドボール日本代表選手を輩出している。
剣道部は東海大会に頻繁に出場している程、実績は良く、男子は愛知県選抜チームとして一度全国優勝している。
体操部は平成25年度を最後に廃部となった。

## 最寄駅
- JR東海中央本線勝川駅

## 出身者
- 原佳大（ピアニスト）
- 日原一幸（元ハンドボール日本代表）
- 石黒将之（元プロハンドボール選手）
- 藤村勇希　(プロハンドボール選手)
- 伊藤翔（プロサッカー選手・横浜FC所属）
- 松澤裕介（プロ野球選手）

## 近隣施設
- 王子製紙春日井工場
- 勝川駅
- 春日井市立小野小学校
- 天理教本勝川分教会
- イオン春日井店
- 愛知県立春日井高等学校
- ミスマル塾
- ガスト春日井柏井店

## 進路
- 愛知県立春日井高等学校
- 愛知県立春日井南高等学校
- 愛知県立春日井西高等学校
- 愛知県立春日井工科高等学校
- 愛知県立春日井泉高等学校

上記以外にも、交通の便が良く、名古屋市の愛知県立旭丘高校や尾張旭市の愛知県立旭野高校や他の私立高校にも多数合格者を輩出している。

## 外部サイト
- 春日井市立中部中学校